# IOTA (criptomoeda)
A IOTA é uma criptomoeda, que surgiu da necessidade de soluções financeiras, seguras e descentralizadas voltados para Internet das coisas (IoT), foi descrita em 2016 porém os primeiros conceitos surgiram em 2014.  Sua proposta permite a realização de micro ou nano pagamentos sem custos, que possa ser executado em dispositivos embarcados, sensores e quaisquer sistemas IoT. A tecnologia adjacente a IOTA é o Tangle, que foi descrita em 2016 no artigo "The Tangle" por um matemático russo/brasileiro chamado Serguei Popov. Popov se interessava por criptografia e participava de um fórum da criptomoeda Nxt, onde surgiram as discussões sobre o que viria a ser o projeto IOTA, o então matemático foi convidado a participar e escrever sobre a proposta, tendo em vista a sinergia entre seus trabalhos teóricos e o encaminhamento das soluções para o novo DLT.
Para compreender a proposta é importante ter em mente o contexto de seu surgimento. Boa parte de seus fundadores estavam trabalhando em um microprocessador ternário para IoT, além disso estavam familiarizados com alguma limitações da Blockchain. Diferentemente de criptomoedas mais conhecidas como Bitcoin, Ethereum e a maioria das restantes, o IOTA não usa blockchain em vez disso, ela usa "Tangle", um tipo grafo acíclico dirigido (DAG) criado por seus fundadores, descrito no artigo do Popov.
A nova tecnologia é um dos principais diferenciais desse cripto ativo, a IOTA não utiliza blocos sequenciais como na Blockchain, em vez disso cada nó do grafo é uma transação. Para que uma nova transação seja realizada é necessário que seu remetente aprove e verifique duas transações anteriores, ou seja os validadores são os próprios usuários que enviam ativos e precisam garantir que as transações aprovadas não estejam em conflito. Em teoria o design do Tangle o torna mais escalável e mais seguro a medida em que a rede aumenta.

## Visão geral
A geração das criptomoedas descentralizadas é feita por todo o sistema de criptomoedas, coletivamente, a uma taxa que é escolhida quando o sistema é desenvolvido e disponibilizado de forma pública. Nos sistemas bancários centralizados e sistemas econômicos, como o Sistema de Reserva Federal dos Estados Unidos, os conselhos corporativos ou os governos controlam o fornecimento de moedas por meio da impressão de unidades de moeda fiduciária ou exigindo aditivos para registros bancários digitais. No caso de criptomoedas descentralizadas, as empresas ou os governos não podem produzir novas unidades, e ainda não fornecer apoio para outras empresas, bancos ou entidades corporativas que detêm o valor patrimonial medido nela. O sistema técnico subjacente em que as criptomoedas descentralizadas são baseadas foi criado pelo grupo ou indivíduo conhecido como Satoshi Nakamoto.
Atualmente existem centenas de especificações de criptomoedas; A maioria é semelhante e derivada da primeira criptomoeda descentralizada totalmente implementada: o Bitcoin. Nos sistemas de criptomoeda, a segurança, a integridade e o equilíbrio de registros são mantidos por uma comunidade designada como mineiros: membros do público em geral usando seus computadores para ajudar a validar e temporizar transações, adicionando-as ao registro (block chain) de acordo com um esquema definido de temporização.
Por estarem sendo incentivados financeiramente, a segurança dos registros de criptomoedas parte do pressuposto de que a maioria dos mineiros está tentando honestamente manter o arquivo.
É necessário pôr um limite máximo na quantidade total de moedas em circulação. Com isso, a maioria das criptomoedas é projetada para diminuir gradualmente a produção de novas moedas, assim como é feito com metais preciosos. Em comparação com as moedas comuns mantidas por instituições financeiras, as criptomoedas são menos predispostas à apreensão pela aplicação da lei. As criptomoedas existentes são pseudoanônimas, embora adições como Zerocoin e sua característica de lavagem distribuída [14] tenham sido sugeridas, o que permitiria o verdadeiro anonimato.

## IOTA
Criptomoedas, blockchain e Internet das coisas (IoT) são tecnologias muito discutidas atualmente. Os tokens da IOTA propõem a combinação dos benefícios de todos os três em apenas um. No entanto, ao contrário do Bitcoin e outras criptomoedas, o token de microtransação da IOTA é baseado no registro Tangle especificamente projetado para as aplicações relacionadas com a Internet das Coisas, de volta em 2015.
De acordo com publicações, o registro Tangle habilitado pela IOTA é ideal para transações de pagamento máquina-máquina, com especial atenção para a integridade e precisão dos dados. Os tokens da IOTA prometem superar os desafios da taxa de mineração e de velocidade de processamento de transações feitas por criptomoedas como o Bitcoin, aumentando a eficiência das microtransações.
O desenvolvimento do segmento de IoT e os potenciais usos da tecnologia de registros distribuídos no setor fazem da IOTA uma solução promissora. O grafo acíclico dirigido (DAG) empregado pelo registro subjacente da IOTA elimina os problemas mais comuns apresentados pelo sistema de blockchain convencional.
Um artigo recente sobre uma das plataformas de recursos tecnológicos diferencia DAG e o sistema de blockchain convencional. O autor explica que o DAG considera que os usuários e os validadores são os mesmos, enquanto o blockchain distingue entre usuários individuais e validadores de blocos depois de criar uma cadeia de blocos consecutivos que contém ambos. No Tangle, os usuários que participam das transações são reconhecidos e confirmados somente depois que autorizam e aprovam duas transações anteriores. Essas operações serão monitoradas por nós de rede para evitar qualquer conflito. A estrutura também elimina o risco de gastos duplos sem obstruir o sistema.
A flexibilidade proporcionada pelo DAG permite que os dispositivos da rede IoT continuem usando qualquer criptomoeda previamente estabelecida. Poucas altcoins como Byteball já estão utilizando o protocolo DAG. A própria estrutura do DAG também elimina a possível centralização da rede (referente ao recente debate sobre a centralização da rede Bitcoin devido ao aumento do poder de hashing dos pools de mineração chineses). Além disso, a ausência de um bloqueio remove a necessidade de um hardware de mineração com custo financeiro elevado, como os mineiros da ASIC.
As aplicações da IOTA não se limitam apenas aos dispositivos IoT, e isso foi estabelecido por outras plataformas baseadas em DAG que suportam a criação e implementação de contratos inteligentes com aplicações do mundo real. Ao mesmo tempo, uma possibilidade seria a criação de dispositivos e veículos autônomos baseados em IoT que podem ganhar e pagar sua manutenção. A Internet das Coisas oferece exatamente esse cenário de rápida expansão para provedores de serviços de comunicação (CSP's) para explorar novas oportunidades de receita e crescimento.